# Журналистика Венгерской народной республики
Журналистика Венгерской народной республики — период существования венгерской журналистики после окончания Второй мировой войны, когда в стране сформировалась социалистическая система идеологии и хозяйствования, отразившаяся в работе прессы и её связи с  читателями, формировании содержания и проблематики.

## Печать первых послевоенных лет
В первые часы после освобождения Будапешта вышел номер газеты «Сабадшаг». 25 марта читатели смогли увидеть первый номер газеты «Сабад неп» («Свободный народ») с подзаголовком: «Третий год издания». Все дело в том, что газета начала своё существование ещё в 1942 году, будучи тогда подпольной. «Сабад неп» образца 1945 года состоял из 4-6 страниц и печатался тиражом около 140—150 тыс. экземпляров.
Именно в этот период интерес публики к прессе был особенно велик, что было связано с высоким уровнем интереса венгров к общественной и политической жизни. Надо отметить, что наибольшей поддержкой граждан в послевоенные годы пользовалась партия мелких сельских хозяев (ПМСХ). Изданием, отстаивающим её позиции, была газета «Киш уйшаг», с которой часто полемизировала «Сабад неп».
Органом ещё одной популярной партии — социал-демократической — была газета «Непсава», выходившая тиражом в 100 тыс. экземпляров. Национально-крестьянской партии помогала «Сабад со».
В первые годы после освобождения от нацизма печать Венгрии была очень разнообразна и неоднородна, что отлично отражало наличие многопартийности.

## Становление партийной печати
Становление партийной печати началось с закрытия оппозиционных изданий: под давлением «Сабад неп» была закрыта газета «Реггел», ежедневной же вечерней газете «Маи нап» разрешили выходить только раз в неделю.
15 июня 1948 года «Сабад неп» впервые вышла как центральный орган ВПТ. «Непсава» стала органом Венгерского Совета профсоюзов.
«Сабад неп» того времени очень напоминала советскую «Правду» как по своему развитию, так и по тематике материалов. Так, для рупора ВПТ был, как и для «Правды», характерен быстрый рост тиражей. Единственный спад случился после восстания 1956 года.
| Год               | Тираж «Сабад неп», тыс. экз. |
| ----------------- | ---------------------------- |
| 1945, конец марта | 140—150                      |
| 1945, май         | 193                          |
| 1956, лето        | 690                          |
| 1956, конец года  | 580                          |
| начало 80-х       | 701                          |

На примере «Сабад неп» можно отследить и другие особенности, появляющиеся у изданий в связи со специфической ролью коммунистической печати. Характерной чертой становится стремление максимально вовлечь в обсуждение вопросов и проблем своих читателей, расширить их участие в печати. Для разбора писем вводятся новые постоянные рубрики «Предлагают», «Читатели пишут». 20 апреля на страницах газеты было напечатано объявление о том, что на совещание в редакцию приглашаются рабочие корреспонденты и сотрудники стенных газет. А с августа 1945 года некоторое время выходило еженедельное приложение «Почта „Сабад неп“». На четырёх страницах приложения давался более полный обзор поступивших в редакцию писем.
Венгерская пресса равнялась во многом на пример СССР. Так, одно время существовала рубрика «Культурная жизнь в Советском Союзе». Поздравляя в работников печати с профессиональным праздником в 1948 году, газета писала: «… очень важно, чтобы печать, созданная в Советском Союзе, стала примером для нас всех».
Перед III съездом Венгерской компартии в газете была введена специальная рубрика «Ход предсъездовского соревнования», а во время самого съезда выходила в нехарактерном для себя формате — на 16 страницах.
«Сабад неп» активно использовали в качестве пропагандиста и агитатора. В центре её внимания находилась аграрная реформа, борьба с фашизмом и правыми силами, популяризация трехлетнего экономического плана и дальнейших пятилеток.

## Система управления прессой
Общее руководство осуществлялось партией, причем пресса рассматривалась как институт политической системы. ЦК непосредственно руководил работой центральных печатных органов партии и важнейших изданий, радиовещанием и телевидением, назначал руководителей и членов редколлегий. Местные издания функционировали как органы парткомов предприятий. Редактор назначался пленумом партийного комитета. При партийных комитетах функционировали и комиссии по агитации и пропаганде на правах совещательных органов.
После событий 1956 года был образован ещё один «контрольный орган» — Управление информации при Совете Министров ВНР. «В партийных документах главной задачей этого ведомства называется разработка и координация информационной деятельности государственных органов и учреждений. Управление информации выступает инициатором и участником выработки различных юридических актов, регулирующих работу печати… выдает специальные разрешения на выпуск газет и журналов, распределяет фонды на бумагу» .
Существовали ещё два звена государственного управления: Комитет по радиовещанию и телевидению и Министерство культуры, осуществлявшее контроль за литературно-художественными журналами.

## Кружок Петефи и события 1956 года
В 1953 году пост премьера занял Имре Надь. В этот период в прессе появляются попытки оценить путь, на который вступила Венгрия после Второй мировой. Много писалось о допущенных ошибках. Что касается политической и интеллектуальной элиты Венгрии, то она на этом этапе была расколота глубокими политическими противоречиями.
В это время огромную роль начинают играть венгерские интеллектуалы — писатели, философы, журналисты. Они оказали огромное воздействие на общественное мнение в СССР. Исключительное место занимала деятельность знаменитого «Кружка Петефи» и его идейного лидера Дьердя Лукача.
«Кружок Петефи» — дискуссионный клуб студенчества и молодой интеллигенции, функционировавший как орган политпросвещения в системе Союза трудящейся молодежи, венгерского аналога комсомола. Именно там поднимался вопрос о свободе печати. Нашлись издания, которые пошли на сближение с кружком: «Иордалми уйшаг» («Литературная газета») и «Беке еш сабошаг» («Мир и свобода»).
К концу весны 1956 г. кружок стал главным форумом формировавшейся в партийных низах антисталинистской оппозиции. Большинство участников заявляло о своей приверженности марксизму, доминировала идея очищения социализма от сталинских «искажений». Лидер кружка Дьердь Лукач был приглашен Имре Надем в состав нового правительства, которое было приведено к присяге 27 октября, во время восстания. 28 октября «Сабад Неп» опубликовала послание нового министра к венгерской молодежи, выступившей против прежнего режима. Лукач признавал за ней право на недовольство недемократическим характером политики, пренебрежением национальными особенностями, отмечал справедливость основной массы требований, заверял молодежь, что правительство извлечет выводы из «печальных событий последних дней».
После событий 1956 года «Сабад неп» переименовали в «Непсабадшаг» («Народная свобода»), которая стала центральным органом Венгерской социалистической рабочей партии. Поначалу тираж сократился на 110 тысяч экземпляров. С начала 1960-х он опять активно начал расти. К 1975 году выходило около 700 различных периодических изданий.
К 1984 году общий годовой тираж ежедневных газет, еженедельников, журналов и др. периодических изданий превысил 1,4 млрд экземпляров. Общее число подписчиков к концу 1979 года составляло 8,8 млн человек.. Ежедневный тираж «Непсабадшаг» к этому моменту составлял 701 тыс. экз, а областные партийные газеты выходили общим разовым тиражом в 1 млн 277 тыс. экземпляров.
В 1950—1975 гг. количество выходящих в Венгрии периодических изданий выросло в три раза, примерно так же увеличился общий годовой тираж.
По характеру аудитории можно выделить общеполитические, социальные, национальные, административно-территориальные и прочие издания.

## Венгерское телеграфное агентство
МТИ (Венгерское телеграфное агентство) — одно из старейших информационных агентств мира. Оно же стало одним из первых учреждений, работавших на венгерском языке. Уже на третьем году своего существования МТИ заключило договоры об обмене информацией с Рейтер, Гавас, телеграфным бюро Вольфа.
С освобождения Венгрии началось тесное сотрудничество МТИ и ТАСС. В Москве действовало самое крупное по численности зарубежное отделение МТИ. Всего же, по данным 1981 года, агентство обладало 19 областными корреспондентскими пунктами и 24 зарубежными представительствами. Результатом работы этих отделений явился ежедневный и еженедельный выпуск около пятидесяти изданий. За год МТИ готовило примерно 500 статей о Венгрии для зарубежной прессы.
Само агентство состояло из пяти крупных редакций: внешнеполитической, внутриполитической, делящейся на отделы внутренней политики и культуры, промышленности, сельского хозяйства и спорта. Также имелась редакция передач за границу.
Новостной обмен с ТАСС проходил 4 раза в день, в Москву в день уходило 25-30 сообщений, в Будапешт из Москвы — 200—250.

## Журналистское образование
За годы социализма в стране практиковались различные формы подготовки журналистов: от годичных курсов до обучения на кафедре журналистики Будапештского университета им. Л. Этвеша. К концу пятидесятых создали Школу журналистики при Союзе венгерских журналистов, куда принимали выпускников различных вузов со стажем редакционной работы. Таким образом, направление на учёбу стало прерогативой издательств.
Обучение в школе журналистики, в зависимости от подготовки слушателя, могло длиться год или два. Лекции и семинары дополняли практическая работа в направившей его на учёбу редакции. Как можно было догадаться, большинство будущих журналистов приходило в школу уже с вузовским дипломом по определенной специальности, который мог в дальнейшем определить их специализацию. Всех слушателей разбивали на группы, соответствующие структуре секций Союза журналистов: на международников, экономистов, аграрников, специалистов по внутриполитическим проблемам, культуре и т. п.
Особое внимание уделялось идеологической подготовке журналистов, многих редакции направляли не только в Школу при союзе журналистов, но и в Академию общественных наук при ЦК КПСС. У наиболее талантливых был шанс на конкурсной основе попасть в МГИМО.